# Terapia assistida por animais

## Introdução
A Terapia Assistida por Animais é um abordagem terapêutica que busca desenvolver, através da relação humano-animal, resultados que possam amenizar dificuldades físicas, motoras ou psíquicas. A Terapia Assistida por Animais (TAA) é uma opção de tratamento usada em vários países, incluindo o Brasil. É principalmente utilizada em busca de benefícios focados no aspecto fisiológicos, físicos, comportamentais e psicossociais
A terapia assistida por animais (TAA) consiste na utilização da relação humano-animal como parte integrante do processo terapêutico. Essa ferramenta pode ser utilizada em diversas especialidades, como, por exemplo: na psicologia, terapia ocupacional, fonoaudiologia, fisioterapia, pedagogia e geriatria, com a finalidade de auxiliar o tratamento de diferentes patologias. Trata-se de uma intervenção planejada e direcionada para um público, faixa etária e patologia específica, na qual o animal torna-se parte integrante do processo terapêutico. Dependendo da resposta terapêutica buscada, qualquer animal que treinado tem potencial para ser utilizado na TAA. São comuns o emprego de cachorros, gatos, coelhos, tartarugas, chinchilas, hamster, peixe, furão, pássaro, iguanas. O mais comumente utilizado é o cachorro, dada a sua facilidade de adestramento e respostas afetivas claras. 

## História
O emprego intencional de animais como auxílio terapêutico em ambientes de cuidados de saúde teve início no século XVIII em determinados países europeus. O registro mais antigo conhecido desse tipo de prática remonta ao projeto York Retreat, estabelecido em 1792. No contexto brasileiro, o pioneirismo na aplicação é atribuído à médica psiquiatra Nise da Silveira, que introduziu cães e gatos como parte do tratamento para pacientes com transtornos psiquiátricos. Essa iniciativa teve início no Centro Psiquiátrico Engenho de Dentro, localizado no Rio de Janeiro, no ano de 1955.

## Alguns dos Tratamentos Conhecidos

### Doença de Parkinson
A Doença de Parkinson afeta a realização de movimentos repetitivos ou sequenciais, diminuindo a atenuação e a amplitude assertiva de movimentos finos e/ou complexos. Estudos recentes mostram que estratégias externas, como o uso de cães na terapia assistida por animais, facilitam a mobilização dos pacientes, resultando em movimentos amplos e velocidades adequadas. A TAA na Doença de Parkinson pode trazer outros benefícios, incluindo a melhora da coordenação, postura, marcha, memória, atenção, socialização, expressão emocional, autoestima e redução do isolamento.

### Esclerose MúltiplaeAVC
A terapia assistida por cavalos pode melhorar variáveis da marcha em pessoas com deficiências em decorrência da Esclerose Múltipla ou após um AVC. No entanto, vários fatores, como duração da intervenção, tipo de execução e idade dos participantes, podem afetar os resultados 
1. ↑  CHELINI, Marie Odile (2016). Terapia Assistida por Animais. Barueri: Manole
2. ↑  «PET PARTNERS: Glossary». Consultado em 2023 Verifique data em: |acessodata= (ajuda)
3. ↑  MUÑOZ; ROMA; (2016). Terapia Assistida por Animais e Autismo. In:  Terapia Assistida por Animais. Barueri: Manole. p. 11
4. ↑  ROCHA; MUÑOZ. História do relacionamento entre animais humanos e não humanos e da TAA. [S.l.: s.n.] pp. 45–57
5. ↑  SANTOS, Amaliani (1 de junho de 2016). «Os projetos de terapia assistida por animais no estado de São Paulo». Rev. SBPH. 19: 133-146. Consultado em 13 de setembro de 2023
6. ↑  «A influência das dicas de aprendizagem na realização de duas atividades de vida diária em pacientes com Doença de Parkinson». Universidade Federal do Paraná. 2009
7. ↑  CHODUR; CASTANHO (2018). A Terapia Assistida por Animais na reabilitação de pacientes com Doença de Parkinson. Caratinga: FUNEC – Fundação Educacional de Caratinga. p. 33-64
8. ↑  Cordova; Anguita, Karina; Daniela (2019). «Beneficios de la terapia asistida por caballos en las variables de la marcha en personas mayores de 18 años, con deficiencias motoras secundarias, ante un accidente cerebrovascular o esclerosis múltiple.». MNH: Revista En Ciencias Del Movimiento Humano Y Salud. 6 (2): 29-45